# باتريك هنري راي
باتريك هنري راي (بالإنجليزية: Patrick Henry Ray)‏ هو عسكري أمريكي، ولد في 8 مايو 1842، وتوفي في 1911.